# خافيير باريديس
خافيير باريديس (بالإسبانية: Javi Paredes Arango)‏ (مواليد 5 يوليو 1982 في أوفييدو - إسبانيا) لاعب كرة قدم إسباني يلعب حاليا لصالح نادي الدرجة الأولى ريال سرقسطة الإسباني منذ 2007 في مركز الظهير الأيسر.

## روابط خارجية
- خافيير باريديس على موقع قاعدة بيانات كرة القدم.إي يو (الإنجليزية)
- خافيير باريديس على موقع Soccerbase.com (لاعب) (الإنجليزية)
- خافيير باريديس على موقع Soccerway.com (الإنجليزية)
- خافيير باريديس على موقع عالم كرة القدم.نت (الإنجليزية)
- خافيير باريديس على موقع كووورة
- خافيير باريديس على موقع AS.com (الإسبانية)